# Acmella darwinii
Acmella darwinii là một loài thực vật có hoa trong họ Cúc. Loài này được (D.M.Porter) R.K.Jansen mô tả khoa học đầu tiên năm 1985.